# Machadobelba symmetrica
Machadobelba symmetrica är en kvalsterart som beskrevs av Balogh 1958. Machadobelba symmetrica ingår i släktet Machadobelba och familjen Machadobelbidae. Inga underarter finns listade i Catalogue of Life.